# Dominic Seiterle
Dominic Seiterle (* 4. September 1975 in Montreal) ist ein ehemaliger kanadischer Ruderer.

## Leben
Der 1,93 m große Seiterle begann 1991 mit dem Rudersport. Bei den U23-Weltmeisterschaften 1997 belegte er mit dem kanadischen Achter den fünften Platz. Im selben Jahr erkrankte er an Schilddrüsenkrebs, den er rasch überwand. 1999 schloss er sein Undergraduate-Studium am Dartmouth College ab. 
2000 nahm er zusammen mit Todd Hallett im Doppelzweier an den Olympischen Spielen in Sydney teil und belegte als Sieger im C-Finale den 13. Platz. Von 2002 bis 2005 studierte er an der University of Rochester und schloss mit einem Master of Business Administration ab. 
Nach seinem Studium kehrte er zurück in die kanadische Ruder-Nationalmannschaft. 2007 dominierte der kanadische Achter den Ruder-Weltcup und gewann auch den Titel bei den Weltmeisterschaften 2007. In seinem letzten großen Rennen gewann Seiterle mit dem kanadischen Achter die Goldmedaille bei den Olympischen Spielen 2008 in Peking.